# Blood Pressures
Blood Pressures è il quarto album discografico della band anglo-statunitense The Kills, pubblicato nell'aprile 2011.

## Il disco
L'album è stato registrato in due diversi studi: il Key Club Recording Company di Benton Harbor, nel Michigan, ed in uno studio non specificato di Londra.
Il singolo di lancio è stato Satellite, pubblicato su iTunes il 31 gennaio 2011 e di cui è stato diffuso un video il 9 febbraio seguente. La canzone DNA è invece diffusa in download gratuito tramite la mailing list del sito ufficiale del gruppo.
Il disco è stato recensito positivamente da quasi tutti i siti e le riviste dedicate: per AllMusic e Rolling Stone merita un giudizio di 4/5, per NME il disco merita il voto di 4/5. Diverso il parere di Pitchfork, che si mantiene su un più moderato 6,4/10.

## Tracce
1. Future Starts Slow – 4:05
2. Satellite – 4:14
3. Heart Is a Beating Drum – 4:20
4. Nail in My Coffin – 3:32
5. Wild Charms – 1:14
6. DNA – 4:32
7. Baby Says – 4:28
8. The Last Goodbye – 3:41
9. Damned If She Do – 3:52
10. You Don't Own the Road – 3:22
11. Pots and Pans – 4:35

## Formazione
The Kills
- Jamie "Hotel" Hince
- Alison "VV" Mosshart